# Spyker N.V.
Spyker N.V. (tidigare Spyker Cars N.V. och Swedish Automobile N.V.) är ett nederländskt holdingbolag som för närvarande äger Spyker Cars, och mellan 2010 och 2011 ägde svenska Saab Automobile.
Bolaget grundades 1999 som Spyker Cars N.V. och tillverkade sportbilar under det återupplivade namnet Spyker (vilket nu[när?] sker i bolaget Spyker Automobielen B.V. ägt av CPP Global Holdings Ltd.). År 2004 noterades bolaget Spyker Cars N.V. på Amsterdambörsen. Efter ekonomiska problem gick emiratiska Mubadala Development in som ny storägare i november 2005 tillsammans med Vladimir Antonovs företagsimperium Convers Group.
Den 2 december 2009 tillkännagavs det att Spyker Cars var en av de nya intressenterna till att köpa den svenska nedläggningshotade biltillverkaren Saab Automobile, efter att den planerade köparen Koenigsegg Group dragit sig ur ett eventuellt köp. Den 18 december samma år tillkännagav dock Saab-ägaren General Motors att man hade för avsikt att lägga ner Saab istället för att sälja. Spyker valde ändå att lämna ett nytt bud och den 26 januari 2010 bekräftade General Motors att Saab Automobile skulle säljas till Spyker Cars; kravet var dock att den kontroversielle ryska affärsmannen Vladimir Antonov inte längre skulle vara delägare i Spyker. Den 23 februari 2010 skrevs det sista pappret på och både Spyker Cars och Saab Automobile blev dotterbolag till Spyker Cars NV. 
I mars 2011 beslutade bolaget att de skulle fokusera helt på Saab och att Spyker-delen skulle säljas till Vladimir Antonovs brittiska bolag CPP Global Holdings Ltd. På bolagsstämman 19 maj 2011 beslutades att bolaget skulle byta namn till det nuvarande namnet.

## Dotterbolag
Dotterbolag till Swedish Automobile N.V. (dåvarande Spyker Cars N.V. vid utgången av 2010):
- Spyker Automobielen B.V.
- Spyker Squadron B.V.
- Spyker Events & Branding B.V.
- Spyker Holding B.V.
- Spyker of North America LLc
- Spyker Cars UK Ltd
- Spyker of China Ltd (51 %)
- Tenaci Engineering Pvt. Ltd (45 %)
- Saab Automobile Holding I S.a.r.l.
- Saab Automobile AB (1990-2011)
  - Saab Automobile Distribution AB
  - Saab Automobile Parts AB
  - Saab Automobile Powertrain AB
    - Saab Automobile Powertrain Tools AB
    - Saab Automobile Transmission AB (sålt 2011, numera Vicura AB)

  - Saab Automobile Property AB
  - Saab Automobile Tools AB (En underleverantör har begärt Saabs dotterbolag Saab Automobile Tools i konkurs 2011-07-22 enligt Reuters)
  - Saab Cars Australia Pty. Ltd
  - Saab Canada Inc (inaktivt)
  - Ilde de France Automobile
  - SAAB Deutschland GmbH
    - Autohaus SAAB GmbH

  - Saab Automobile Italy SRL
  - General Motors Nordiska AB (inaktivt)
  - Saab Automobile Spain SL
  - Saab Cars North America, Inc.
  - e-AAM Driveline Systems AB (33 %)
- SAAB Great Britain Ltd
  - Saab City

Alla bolag rörande Spyker-divisionen kommer att säljas till CPP Global Holdings Ltd. under 2011 och även aktieinnehavet i Tenaci Engineering kommer att avyttras.[när?]

## Stora aktieägare
- Gemini Investment Fund Ltd (5-10%)
- Mubadala Development Company (15-20%)
- Brendan O’Toole (Dorwing Solution Limited) (5-10%)
- Victor Muller (Investeringsmaatschappij Helvetia B.V. och Tenaci Capital B.V.) (25-30%)